# جورج بيريز (ممثل)
جورج بيريز (بالإنجليزية: George Perez)‏ هو ممثل أمريكي، ولد في 9 سبتمبر 1972 في المكسيك.

## وصلات خارجية
- جورج بيريز على موقع IMDb (الإنجليزية)
- جورج بيريز على موقع قاعدة بيانات الفيلم (الإنجليزية)
- جورج بيريز على موقع كينوبويسك (الروسية)